# C.F. Pachuca
Club de Fútbol Pachuca là một câu lạc bộ bóng đá chuyên nghiệp Mexico có trụ sở tại Pachuca, Hidalgo, thi đấu tại Liga MX. Được thành lập bởi những người khai thác người Cornwall vào năm 1901, đây là một trong những câu lạc bộ bóng đá lâu đời nhất ở châu Mỹ.